# NGC 5545
NGC 5545 is een spiraalvormig sterrenstelsel in het sterrenbeeld Ossenhoeder. Het hemelobject werd op 10 april 1852 ontdekt door de Ierse astronoom William Parsons.

## Synoniemen
- UGC 9143
- IRAS 14149+3648
- MCG 6-31-91
- KUG 1414+368
- VV 210
- KCPG 422B
- Arp 199
- PRC D-46
- PGC 51023